# Trolejbusy w Hawrze
Trolejbusy w Hawrze − zlikwidowany system komunikacji trolejbusowej we francuskim mieście Hawr, działający w latach 1947−1970.

## Historia
Spółka obsługująca komunikację tramwajową w mieście Compagnie Générale Française de Tramways po zakończeniu II wojny światowej postanowiła zlikwidować tramwaje, które miały zostać zastąpione przez autobusy i trolejbusy. Pierwszą linię trolejbusową o nr 8 uruchomiono 1 sierpnia 1947. Do obsługi linii posiadano 7 trolejbusów Vétra CS60R. Kolejną linię o nr 6 uruchomiono 5 czerwca 1951 na trasie Gare − Bléville. 14 sierpnia 1957 uruchomiono linię nr 5 na trasie Gare − La Hêtraie. W 1960 dostarczono 4 trolejbusy Chausson-Vétra APV. Sieć trolejbusową zlikwidowano 29 grudnia 1970. Została ona zastąpiona siecią autobusową. 